# Parque del Plata
Parque del Plata es una ciudad balnearia uruguaya del departamento de Canelones. Es sede además del municipio homónimo y forma parte de la denominada Costa de Oro del Uruguay. 

## Geografía
La ciudad se ubica al sur del departamento de Canelones, a orillas del Río de la Plata, en el km 49 de la ruta Interbalnearia, extendiéndose por 3 km sobre la costa. La ciudad limita al oeste con el balneario de Las Toscas y al este con el balneario Las Vegas, del cual se encuentra separado por el arroyo Solís Chico.

## Origen del nombre
El nombre fue creado en el año 1938, por la Compañía Parque del Plata S.A. Alude a los vastos bosques de pinos, eucaliptos, acacias y otras especies menos abundantes, complementados con calles y avenidas de tosca, concebidas como un gran parque. La nomenclatura original poseía nombres de flores y árboles. En la actualidad sus calles son nombradas por números (de oeste a este) y letras (de sur a norte), a las que se ha agregado nombres, por ejemplo:  la calle "A" conserva el nombre de Mario Ferreira, la calle "B",  Gral. Rivera, la Calle "C", Gral. Lavalleja, la calle "9", Alfredo Zitarrosa , la "24", República Argentina y otras, como la 26 que se denominó "Las azucenas" y otras con otros nombres de flores (la 12, se llama Los Lirios).

## Población
Según el censo de 2023 la ciudad contaba con una población de 13 142 habitantes.
| 1 521         | 2 365 | 3 229 | 4 993 | 5 900 | 7 896 | 13 142 |
| (Fuente: INE) |       |       |       |       |       |        |

## Atractivos
Su ubicación sobre la ruta turística del este, le hace accesible. Contribuye a esto las rutas nacionales y el transporte terrestre de pasajeros, siendo desde hace décadas la terminal de ómnibus de varias empresas. 
Siempre ha tenido una población flotante, por lo que la cantidad de habitantes permanentes, que promedian los 6000, fluctúa en forma constante. Los fines de semanas suele duplicarse esta cifra y a triplicarse en la temporada estival. Parque del Plata se caracteriza por tener casas con jardines y forestación. De toda la Costa de Oro, es el balneario con más oferta de chalets para alquilar por temporada. 
Se destaca por su vida apacible con actividades al aire libre: caminatas, paseos en bicicleta, campamentos, actividades grupales, así como la práctica de deportes náuticos, pesca, surf, canotaje, etc.

## Servicios
Alquiler de cabañas y bungalows. Supermercados. Policlínica pública. Servicios de emergencia médica. Cuartel de bomberos. Seccional policial. Escuelas públicas. Escuela especial. Liceo. Dos clubes sociales y deportivos. Telefonía digital, celular, acceso a Internet. Vastos espacios verdes. Cuenta también con los servicios estatales de luz eléctrica, agua corriente, teléfono y recolección de residuos. Los servicios de transporte locales e interdepartamentales privados, son accesibles.

## Urbanismo
Las calles en P. Del Plata se numeran de oeste a este, 1, 2, 3.....etc. Y se nombran por letras de sur a norte, A, B, C, D ......etc. Ejemplos: la Comisaría Policial está en A y la 1, el club social está en la A (M. Ferreira) entre la 12 y 13. En el balneario vecino de Las Toscas es lo contrario.

### Barrios

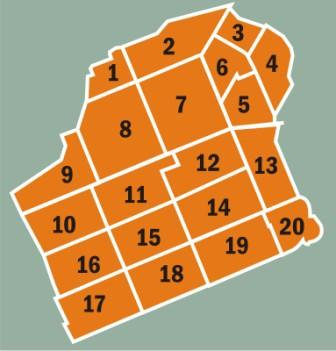
Barrios de Parque del Plata:
(1) El Remanso
(2) Estación Parque del Plata
(3) El Paso
(4) Los Portuarios
(5) Rowing
(6) Médanos Altos
(7) Pinares del Plata
(8) Estadio
(9) Barrio Rincón/Rinconada
(10) Los Paraísos
(11) Barrio Campamento
(12) Diagonal
(13) Paseo del Solís
(14) El Embalse
(15) Médanos del Manantial
(16) La Llanada
(17) El Troncal
(18) Centro
(19) Dunas del Plata
(20) Barra del Solís

El siguiente nomenclátor está basado en un antiguo plano de uso interno de la Compañía Parque del Plata S.A., en el que se alistaban los nombres de diferentes barrios y zonas del balneario, sirvió como referencia a los creadores del mismo. 
- (1) El Remanso:

Existen varias versiones para el origen de esta denominación. 1. Por constituir uno de los puntos más alejados y junto al campo. 2. Por ser unas de las zonas más solitarias del balneario en sus inicios. 3. Por un chalet con este nombre, con un cartel ostentosamente visible en el jardín.
- (2) Estación Parque del Plata :

Barrio aledaño a la estación de trenes. Constituyó durante la última mitad del siglo XX, el núcleo comercial de la zona norte del balneario.
- (3) El Paso:

Denominación que hace referencia al histórico Paso de las Toscas, ubicado exactamente donde se halla el puente ferroviario sobre el Arroyo Solís Chico. El nombre ya era conocido por el Agrimensor Pedro Millán en el año 1728, cuando por orden de Bruno Mauricio de Zabala llegó a este lugar.
- (4) Los Portuarios:

El nombre proviene del centro de vacaciones de la Asociación de Funcionarios Portuarios que constituye uno de los mayores referentes históricos del balneario.
- (5) Rowing:

El predio del Rowing Club del Uruguay, con sus galpones convexos de chapa, donde se guardaban lanchas, botes, y otros elementos náuticos, a orillas del arroyo, le otorgaron la denominación a la zona. En el lugar funciona en la actualidad un camping privado.
- (6) Médanos Altos

La denominación es histórica, ya que a la misma se hace referencia en documentos del siglo XVII.
Era una sucesión de médanos de gran altura, que se destacaban en toda la comarca, y en cuya ladera sur solían encontrarse elementos indígenas. Se extendían en una franja, desde el viejo Teatro de Verano, hasta la Avenida 41. Sus arenas fueron extraídas para la construcción de la Ruta Interbalnearia.
- (7) Pinares del Plata

Antes de la creación del balneario la zona estaba formada por un juncal esporádicamente invadido por arenas. En este medio húmedo prosperó más que en otras parte la plantación de pinos. Lo compacto del bosque y su duración en el tiempo le valió el nombre.
- (8) Estadio

El nombre alude a un campo de fútbol cuyo fin era convertirlo en un estadio. El sueño no se concretó, pero la denominación perdura en el barrio aledaño. 
- (9) Barrio Rincón o Rinconada.

El nombre proviene de su ubicación que conforma un triángulo o “rincón” entre la Ruta Interbalnearia, la Calle 2 y la Calle 10.
- (10) Los Paraísos

Según una versión, se plantaron en la zona en la década de los años ’40 del siglo XX, varias cuadras de una variedad de árbol conocida popularmente como "Paraíso". El plantío no habría prosperado a causa del terreno inapropiado. Otra versión, menciona la existencia de un gran cartel ubicado en la intersección de la Calle 2 con la actual Ruta Interbalnearia. El mismo destacaba lo siguiente: “Bienvenidos a Parque del Plata. Paraíso del Mundo”. Se supone que el cartel de bienvenida al “Paraíso del Mundo” iba a estar rodeado de un bosque de paraísos.
- (11) Barrio Campamento

El “Campamento de Educación Física”, fue y es un referente del balneario. Por décadas cientos de miles de personas, especialmente niños y jóvenes de todo el país, disfrutan de este espacio educativo estatal, en las que se realizan diversas actividades físicas, camping, paseos, etc. El barrio toma su nombre de éste.
- (12) Diagonal

Se dice que fue motivo de gran discusión entre los agrimensores de la Compañía Parque del Plata S.A., la eliminación del enorme médano sobre la que fue construida la Diagonal 3. Esta calle es una de las más importantes vías del balneario, comunicando en un trazado diagonal la zona norte con la sur.
- (13) Paseo del Solís

Constituye el paseo más concurrido, por su panorámica y actividades náuticas, que se desarrollan a orillas del arroyo. Se une naturalmente al barrio Barra del Solís. 
- (14) El Embalse

Antes de la creación del balneario, la desembocadura del Solís Chico solía cerrarse por la enorme acumulación de arena. Esto provocaba su desborde, creando un embalse en la zona hoy ocupa por este barrio.
- (15) Médanos del Manantial

La zona más elevada próxima al Río de la Plata del balneario. La constituye una franja de médanos dónde antiguamente en sus laderas brotaban manantiales. Hoy, a pesar del avance de la civilización, y de los médanos cubiertos por bosques, con calles y edificaciones, el agua insiste en aparecer varias cuadras del lugar, en dirección al Río de la Plata.
- (16) La Llanada

Denominación popular, que surge entre los trabajadores de la Compañía Parque del Plata S.A. a fin de identificar la zona, que resultaba ser muy baja y con vegetación propia de humedales. También fue conocida como "Barrio 50 Metros", por nacer allí una avenida con ese nombre.
- (17) El Troncal

El Troncal era el nombre de un parador y hostería, ubicado en las inmediaciones de la Calle 1 y Av. Mario Ferreira (antes Calle A). El mismo fue construido en los años 30 del siglo XX, para atender las necesidades de los promisorios compradores de solares. Su estructura de troncos inspiró el nombre.
- (18) Centro

Desde los inicios del balneario, se fueron instalando en torno al renombrado Club Social de la localidad, números comercios y oficinas públicas.Destacando el Hotel Restaurante Aranjuez fundado en el año 1969, por José Pellicer y su esposa Isabel Díaz, en el mismo centro de la localidad, dándole un servicio imprescindible al balneario. Con el devenir de los años la zona se fue extendiendo hacia el Oeste.
- (19) Dunas del Plata

Es llamativa la blancura y finura de las arenas que forman las dunas de esta zona, en la intersección del Río de la Plata y la desembocadura del Aº. Solís Chico. La Rambla Dr. Lumen Martínez Burlé, debe ser barrida a causa de las dunas del Plata que la obstruyen cada poco tiempo.
- (20) Barra del Solís

Uno de los barrios más antiguos del balneario, ubicado en la desembocadura del Aº. Solís Chico y frente a la extensa barra o lengua de arena que conforma este cauce al morir en el Río de la Plata. A fines del siglo XIX esta barra fue cortada perpendicularmente por el arroyo, formándose de manera temporal, un islote de arena, que dio origen a la "Isla Blanca" o "Isla Fantasma".

## Deportes
En sus costas de playa y arroyo son practicados deportes como windsurf, surf, vela, canotaje y otros deportes acuáticos.
El Club Deportivo Parque del Plata , participa de la Tercera División de Uruguay de la A.U.F y en la Liga Regional del Este de OFI